# Fónai Balázs
Fónai Balázs (Pécs, 1980. június 12. –) magyar labdarúgó, edző, utánpótlásedző.

## Pályafutása
A Pécsi Mecsek FC (PMFC) utánpótlásában nevelkedő utánpótlás válogatott játékos első profi szerződését 1996-ban írta alá a PMFC felnőtt csapatával, ahol egy, az 1998-1999 idény beremendi (NB II.) kitérőt követően egészen 2000-ig játszott. 2000-ben Finnországba, az FC Korsholm csapatához igazolt, majd a Vaasan PS játékosa lett. 2003-ban hazatért az akkor az NB III-ban szereplő Barcs csapatába, ahol bajnoki címet és feljutást ünnepelhettek.  követően az NK Bjelovarnál való egy évnyi horvátországi légióskodást követően, 2007-ben ismét hazatért és a Barcs színeiben megválasztották az idény legjobb NB II mezőnyjátékosának. 2008-ban visszatért nevelőegyesületéhez, ahonnan 2010-ben magyarországi utolsó csapatához, a másodosztályú Kozármislenyhez igazolt.  a 2010-2011-es idényre. Innen Ausztriába vezetett útja, ahol a TSV Utzenaich gárdáját erősítette játékosként, majd 2014-2018 között, mint játékosedző az SV Lambrechtennél dolgozott, ahol kétszer is feljutott a  csapatával. Jelenleg az Union Enzenkirchennél tölti be ugyanezen pozíciókat.
A nagypályás labdarúgás mellett 2003-2006 között a Magyar férfi Futsalbajnokság első osztályában játszott a Siklós játékosaként, valamint többször is pályára lépett a Magyar Futsal válogatottban is.
Edzőként az SV Ried akadémiáján utánpótlás-neveléssel foglalkozott 2014 és 2018 között.

## Családja
Három gyermeke közül legnagyobb fia, Fónai Bence jelenleg az AKA LASK Linz utánpótlás-akadémiáján nevelkedik.